# Peter Müllenberg
Peter Müllenberg (Almelo, 30 de diciembre de 1987) es un deportista neerlandés que compitió en boxeo. Ganó dos medallas de plata en el Campeonato Europeo de Boxeo Aficionado, en los años 2013 y 2015.

## Palmarés internacional
| Campeonato Europeo | Campeonato Europeo  | Campeonato Europeo | Campeonato Europeo |
| Año                | Lugar               | Medalla            | Categoría          |
| ------------------ | ------------------- | ------------------ | ------------------ |
| 2013               | Minsk (Bielorrusia) | Medalla de plata   | 81 kg              |
| 2015               | Samokov (Bulgaria)  | Medalla de plata   | 81 kg              |